# Kammugruppen
Kammugruppen är en grupp av språk som talas i de bergiga inlandet omkring Laos. Gruppen är en del av den austroasiatiska språkfamiljen och är namngiven efter det största språket Kammu.
Gruppen består av något fler än tio språk som i sin tur kan samlas under fyra rubriker:
- Khao (Khao, Bit)
- Mlabri (Mlabri, Yumbri)
- Xinh Mul (Khang, Phong-Kniang, Puoc)
- Kammu (Kammu, Khuen, O'du, Mal, Phray, Phai, Lua)